# Lai Vung (plaats)
Lai Vung is de hoofdstad van het district Lai Vung in de Vietnamese provincie Đồng Tháp, in de Mekongdelta.